# Citroside
| Citroside                  |                                  |                                  |
| Name                       | Citrosid A                       | Citrosid B                       |
| Strukturformel             | Struktur von Citrosid A          | Struktur von Citrosid B          |
| CAS-Nummer                 | 120330-44-1                      | 120278-09-3                      |
| PubChem                    | 14312562                         | –                                |
| Wikidata                   | Q119734968                       | Q27138189                        |
| Summenformel               | C19H30O8                         | C19H30O8                         |
| Molare Masse               | 386,19 g·mol−1                   | 386,19 g·mol−1                   |
| GHS- Kennzeichnung         | \| keine Einstufung verfügbar \| | \| keine Einstufung verfügbar \| |
| H- und P-Sätze             | siehe oben                       | siehe oben                       |
| H- und P-Sätze             | siehe oben                       |                                  |
| H- und P-Sätze             | siehe oben                       |                                  |
| keine Einstufung verfügbar |                                  |                                  |

Die Citroside (Citrosid A und Citrosid B) sind natürlich vorkommende Glycoside der β-D-Glucose. Beim Citrosid A ist das Aglycon Grashüpferketon, beim Citrosid B ein Diastereomer des Grashüpferketons. Strukturell unterscheiden sich beide Verbindungen nur durch die Stereokonfiguration an der Allen-Substruktur. Die Citroside kommen in vielen Pflanzen vor, insbesondere in den Blättern.

## Vorkommen
In den Blättern der Zitruspflanze Satsuma (Citrus unshiu), die im südlichen Japan viel angebaut wird, sowie in den Samen des Echten Korianders kommen beide Vertreter vor.

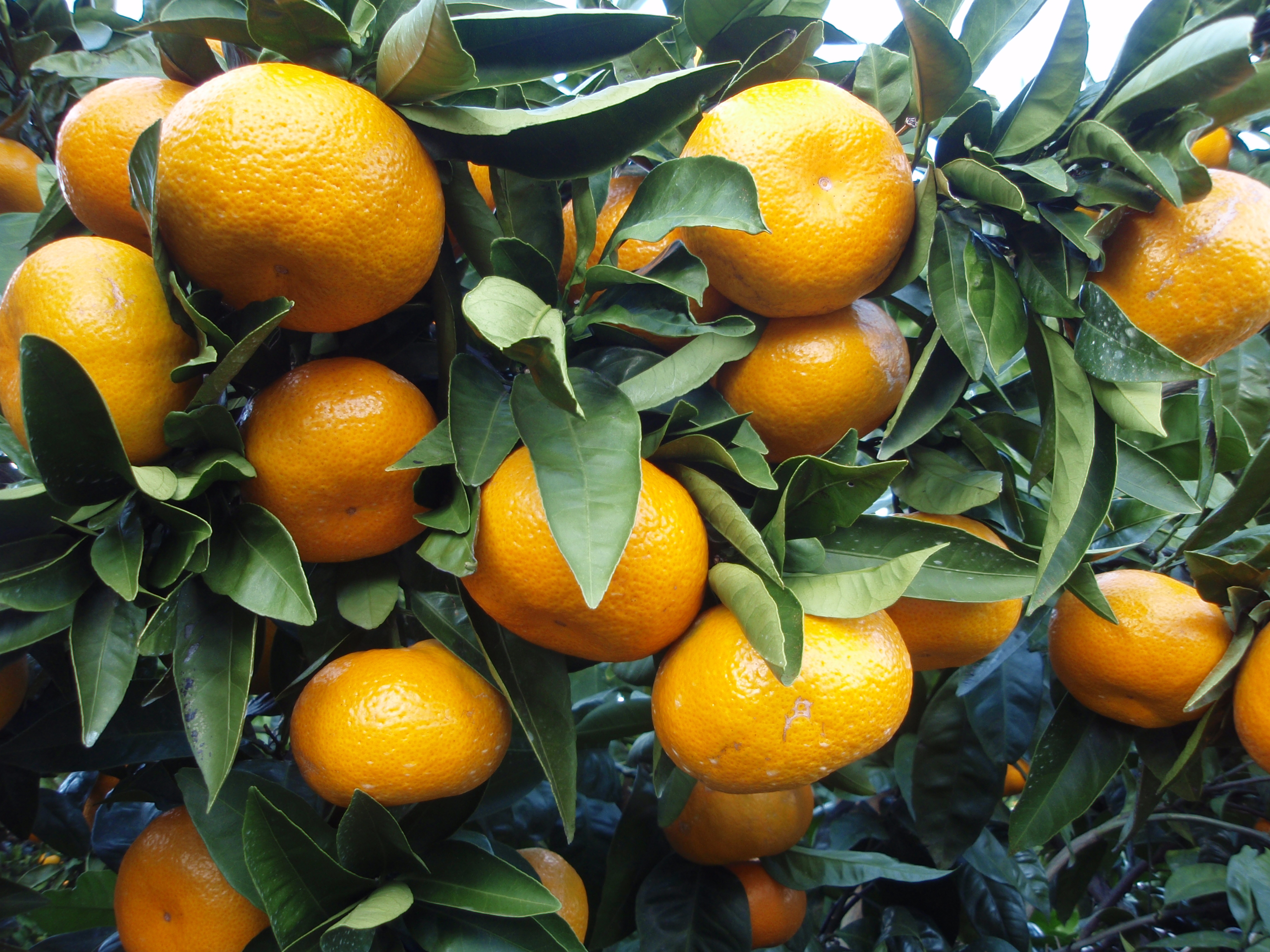
Satsuma
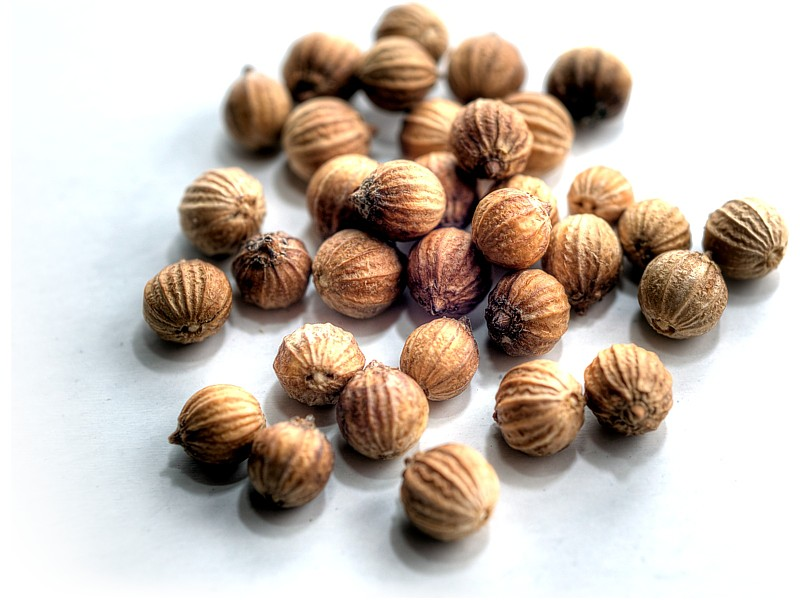
Koriandersamen

### Citrosid A
Citrosid A kommt in einer größeren Zahl Pflanzen vor, insbesondere in den Blättern. Nachgewiesen wurde es in den Blättern der Goldenen Efeutute, der Japanischen Wollmispel (Eriobotrya japonica),  der Lulo-Pflanze (Solanum quitoense) des Ylang-Ylang (Cananga odorata), der Kleinen Strahlenaralie (Schefflera arboricola), von Melaleuca quinquenervia (Gattung Myrtenheiden), von Leea thorelli (Gattung Leea), von Croton eleuteria und von Elaeocarpus japonicus (Gattung Elaeocarpus). Die Verbindung kommt außerdem in den Blättern von Lasianthus wallichii und Lasianthus fordii vor.
In der Lampionblume (Physalis alkelengi) kommt die Verbindung in den Blättern und Stängeln vor. In verschiedenen Studien wurde Citrosid A aus weiteren Pflanzen isoliert, wobei jedoch ebenfalls nicht nur die Blätter extrahiert wurden, sondern Proben oberirdischer Pflanzenteile, ohne genauere Unterscheidung. Zu diesen Pflanzen gehören die Stinkeschenart Tetradium austrosinense, die Burzeldornart Tribulus parvispinus, die Brandkräuterart Phlomis spinidens sowie Erythroxylum cambodianum (Gattung Erythroxylum aus der Familie der Rotholzgewächse). Bei einer Untersuchung von Inhaltsstoffen aus Orangenschale mittels Massenspektrometrie wurde Citrosid A möglicherweise ebenfalls nachgewiesen.

### Citrosid B
Citrosid B kommt in deutlich weniger Pflanzenarten vor, als Citrosid A. Nachgewiesen wurde Citrosid B in den Blättern der Hammerstrauchart Cestrum diurnum und den oberirdischen Pflanzenteilen von Osyris wightiana (Gattung Rutensträucher aus der Familie der Sandelholzgewächse) sowie von Micromelum minutum (Gattung Micromelum aus der Familie der Rautengewächse).